# Знаме на Македония (Гърция)
Знамето на Македония (на гръцки: Σημαία της Μακεδονίας) е неофициален гръцки символ, представляващ Егейска Македония, гръцката част на областта Македония.
На знамето на син фон в центъра е разположена Звездата от Вергина. Това знаме заедно със Звездата от Вергина обичайно е използвано като неофициален символна гръцката част на Македония и на трите ѝ административни подразделение – Западна Македония, Централна Македония и Източна Македония и Тракия. Знамето се използва и от гръцки македонски организации в Гърция и в диаспората, като Панмакедонската асоциация в САЩ и Австралия.
Звездата от Вергина е обявена за официален символ на Гърция, и правителството я регистрира в Световната организация за интелектуална собственост в 1995 година.
Знамето вече се упортребява в края на 80-те години на XX век, след археологическото откриване на звездата от Манолис Андроникос във Вергина. Първото знаме на Република Македония, след обявяването на независимост от Югославия в 1992 година има същия дизайн, но на червен фон с пропорции 1:2. Това е част от спора между двете странии Република Македония сменя знамето си към днешното в 1995 година.